# Erupción límnica

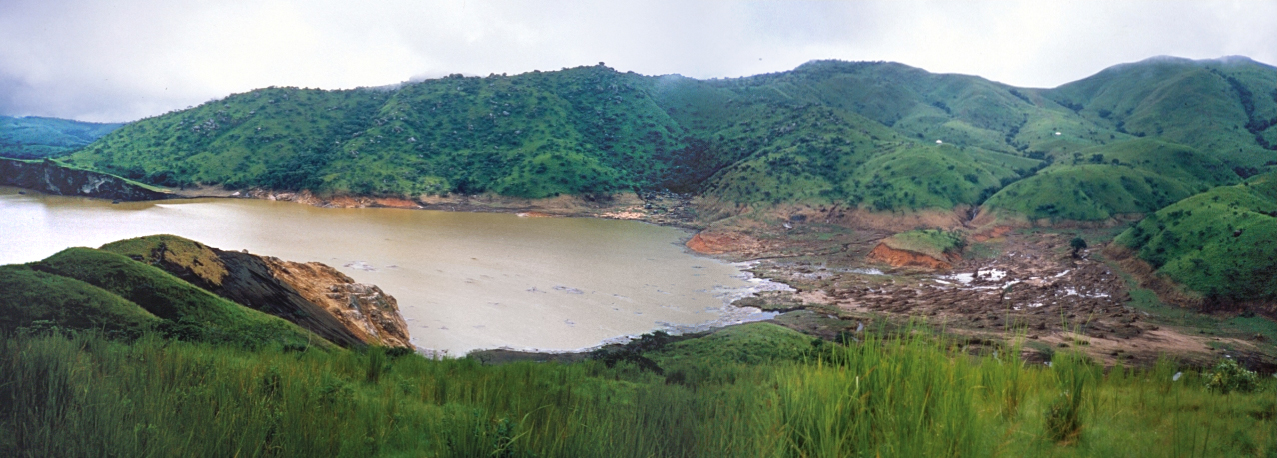
Lago en el volcán Nyos después de una erupción límnica.

Una erupción límnica (también llamada "fenómeno del lago explosivo") es un extraño desastre natural, en el cual el dióxido de carbono erupciona súbitamente de las profundidades de un lago, asfixiando a la fauna, al ganado y a los seres humanos. Tal erupción también puede originar tsunamis en el lago en la medida que el CO2 asciende a la superficie desplazando agua. Los científicos creen que los deslizamientos de tierra, la actividad volcánica o ciertas explosiones pueden desencadenar una erupción de este tipo. Algunas características de la actividad límnica en los lagos son:
- altas concentraciones de CO2 en el agua;
- un fondo lacustre frío, lo que indica ausencia de interacción volcánica directa con las aguas;
- capas de estrato con diferentes niveles de saturación de CO2;
- cercanía a áreas de actividad volcánica.

Los científicos han determinado recientemente que las erupciones límnicas y las erupciones volcánicas, aunque están indirectamente relacionadas, son en realidad distintos tipos de desastres naturales.

## Casos en la historia
A la fecha, este fenómeno sólo ha sido observado dos veces. La primera vez fue en el lago Monoun de Camerún en 1984, que causó la asfixia y muerte de 37 personas que vivían en los alrededores del lago. El segundo caso fue una mortal erupción ocurrida en el vecino lago Nyos en 1986, la que liberó más de 80 millones de metros cúbicos de CO2 y mató a casi 1800 personas, también por asfixia.
Debido a la naturaleza del evento, es difícil determinar si las erupciones límnicas han sucedido en otros lugares. Sin embargo, un tercer lago, el lago Kivu que comparten Ruanda y la República Democrática del Congo, contiene grandes cantidades de CO2 disuelto. El profesor Robert Hecky, de la Universidad de Míchigan tomó sedimentos de muestra del Kivu, los que arrojaron como resultado que un evento provoca la extinción de seres vivos en el lago cada aproximadamente mil años, y causa que la vegetación cercana se sumerja en el fondo lacustre.
En 2016, estudios científicos españoles confirmaron la existencia de un lago artificial en Puebla de Guzmán (Huelva), que pudiese contener 80.000 m³ de CO2, gas formado por las aguas ácidas producidas por la antigua actividad minera de la zona, en contacto con carbonatos del suelo.

## Causas
Para que ocurra una erupción límnica, un lago debe estar saturado con un gas. En los dos casos conocidos, el mayor componente era CO2, que provino del gas volcánico emitido bajo el lago. Antes de que un lago esté saturado, se comporta como una bebida gaseosa, ya que el CO2 se disuelve en el agua. Tanto en la gaseosa como en el lago, el gas se disuelve mucho más rápido cuando está sometido a mayor presión. Esta es la causa por la cual las burbujas en una botella se forman sólo después que se abre la gaseosa; la presión se libera y el carbonato sale de la solución. En el caso de los lagos, su fondo posee una presión mucho mayor (a mayor profundidad, mayor presión) Esto quiere decir que enormes cantidades de CO2 pueden ser disueltas en los lagos grandes y profundos. Además, el CO2 se disuelve más rápido en agua fría, como la del fondo de un lago. Sin embargo, una diferencia de pocos grados de temperatura no son suficientes para disolver tales cantidades de gas; el rol de la presión es más determinante para ello.
Una vez que el lago está saturado de CO2, alcanza el punto crítico e inestable, tras el cual un desencadenante es todo lo que se necesita para que estalle la erupción. En el caso de 1986 del lago Nyos, los aluviones fueron los supuestos desencadenantes, pero una erupción volcánica, un terremoto, o incluso una tormenta pueden ser el desencadenante necesario. En cualquier caso, el desencadenante provoca el ascenso de parte de las aguas saturadas hacia la superficie el lago, donde la presión es insuficiente para mantener al CO2 en la solución. Luego, se empiezan a formar burbujas, y el agua aumenta su flotabilidad en el lago, lo que libera aún más CO2 de la solución. Este proceso forma una columna de gas. En este punto, el agua del fondo de esta columna asciende por succión, perdiendo su CO2. Esta erupción vierte CO2 al aire, y desplaza agua para formar un tsunami. 
Las siguientes son razones que explican por qué este tipo de erupción es tan poco frecuente. Primero, tiene que haber una fuente de CO2. También, la temperatura del lago ha de ser estable para que el CO2 se concentre hasta la saturación; si hay variación de temperatura entre invierno y verano, como en la región de los Grandes Lagos (América del Norte), las diferencias generan corrientes que mezclan agua del fondo y de la superficie del lago, por lo que el CO2 asciende a las superficie y se libera poco a poco. Un lago debe, además, ser lo bastante profundo para tener la suficiente presión que le haga mantener una alta cantidad de CO2 en la solución de los estratos profundos. O sea, sólo los lagos profundos, estables, tropicales y volcánicos, como el lago Nyos, son propensos a las erupciones límnicas.

## Consecuencias
Una vez que la erupción ocurre, una gran nube de CO2 se forma sobre el lago y se expande por las zonas aledañas. Ya que el CO2 es más denso que el aire, tiende a descender a la tierra a medida que empuja el aire respirable hacia arriba. Como resultado, los seres vivos que necesitan oxígeno se asfixian una vez que la nube de CO2 los alcanza. El CO2 puede acidificar los fluidos humanos, causando envenenamiento. Como las víctimas hacen esfuerzos por respirar, terminan causándose más daño por la mayor inhalación del CO2.
En el lago Nyos, la nube de gas descendió del lago a una aldea cercana en la que se estableció, matando a casi todos sus habitantes. En esta erupción, algunas personas murieron a más de 25 km de distancia del lago. Un cambio en el color de la piel de algunos cadáveres llevó a los científicos a pensar que la nube de gas podría haber contenido un ácido disuelto, como cloruro de hidrógeno. Miles de animales salvajes y bovinos también murieron asfixiados, pero no se llegaron a contabilizar con exactitud. Por otro lado, la vegetación no fue mayormente afectada, excepto aquella inmediatamente adyacente al lago. Ahí la vegetación fue arrasada por un tsunami de 5 metros de alto originado de la violenta erupción.

## Posible solución: Desgasificar los lagos
Varios esfuerzos han apuntado a buscar una solución para eliminar el gas desde estos lagos y prevenir una explosión que podría llevar a otra catástrofe. Un equipo de científicos franceses comenzaron a experimentar en el lago Monoun y en el Nyos en 1990, usando sifones para desgasificar las aguas de modo controlado. Un tubo se posiciona verticalmente en el lago con su boca sobre la superficie de las aguas. El agua saturada de CO2 entra por el fondo del tubo y sube por él. La presión más baja en la superficie permite que el gas salga de la solución, formando sólo burbujas. El agua desgasificada actúa como una bomba, aspirando más agua del fondo del tubo, por lo que el flujo continúa sustentándose solo. Este es el mismo proceso que lleva a una erupción natural, pero en este caso es controlada por el diámetro del tubo. 
Cada tubo tiene una capacidad limitada de bombeo, por lo que se requieren varios para desgasificar una fracción significante de las aguas profundas del lago y mantener el lago seguro. Estas aguas son ligeramente ácidas debido al CO2 disuelto, que causa corrosión en los tubos y mantenimiento electrónico constante. Existe también el temor que el CO2 de los tubos pueda permanecer en la superficie del lago formando una delgada capa de aire irrespirable, causando problemas a la fauna.
En enero de 2001, un solo tubo fue instalado en el lago Nyos. Un segundo tubo se instaló en el lago Monoun a fines de 2002. Se cree que estos dos tubos son suficientes para prevenir un incremento en los niveles de CO2, extrayendo aproximadamente la misma cantidad de gas que naturalmente entraría al lecho del lago.

## Peligro potencial del lago Kivu
El lago Kivu no es sólo 2000 veces más grande que el Nyos, sino que además se sitúa en un área más densamente poblada, con más de 2 millones de personas viviendo en sus riberas. Afortunadamente, no ha alcanzado una alta saturación de CO2 todavía. Si el agua fuera a ponerse más saturada, se pondría en grave riesgo la vida humana y animal, ya que está localizado cerca de un potencial detonante: el monte Nyiragongo, un volcán activo que hizo erupción en enero de 2002. También está en una zona de constante actividad sísmica.
La desgasificación del lago, de modo similar que el lago Monoun y el Nyos, no ha sido aún implementada, debido a que el tamaño del lago y el volumen del gas significan costos de operación muy caros, de millones de dólares. No se ha iniciado un plan para reducir el peligro potencial que posee el lago Kivu.
Desde el 17 de mayo de 2016 se encuentra operando la central eléctrica KivuWatt, que produce electricidad mediante la extracción de gas metano de las aguas del lago Kivu, convirtiéndose en uno de los métodos más efectivos, redituables y avanzados para prevenir una futura erupción límnica. Ésta se encuentra en Kibuye, en el distrito Karongi, Provincia Oeste, a 130 km de la capital de Ruanda, Kigali. Se construyó en una plataforma aguas adentro, donde se extrae el gas metano bombeando a 350 metros de profundidad agua saturada de gas. Al subir por los tubos, el agua y el gas se separan por el cambio de presión. Luego el metano se envía a través de una tubería a una segunda instalación en la orilla, donde se transforma en electricidad. El CO2 se reinyecta al lago, a una profundidad calculada con precisión para no desestabilizarlo.
Esta planta está proyectada para generar unos 25MW en una primera etapa, aproximadamente un 30 % del consumo total del país . Se proyecta que en un futuro se podría ampliar la capacidad de producción a unos 100 MW.